# Sphingomima
Sphingomima is een geslacht van vlinders van de familie spanners (Geometridae), uit de onderfamilie Ennominae.

## Soorten
- S. cinereomarginata (Holland, 1893)
- S. discolucida Herbulot, 1995
- S. excavata Herbulot, 1979
- S. heterodoxa Warren, 1899
- S. ilicina Herbulot, 1979
- S. mabira Carcasson, 1964
- S. manyara Carcasson, 1964
- S. olivacea (Viette, 1954)
- S. subopallens Herbulot, 1979
- S. subpallens Herbulot, 1979
- S. viriosa Prout, 1915